# Ярташли
Ярташли́ (рос. Ярташлы, башк. Ярташлы) — присілок у складі Альшеєвського району Башкортостану, Росія. Входить до складу Кизильської сільської ради.
До 10 вересня 2007 року присілок називався 2-го отділення Кизильського совхоза.
Населення — 199 осіб (2010; 269 в 2002).
Національний склад:
- башкири — 44 %
- татари — 42 %